# Chalita Suansane
Chalita Suansane (thai. ชลิตา ส่วนเสน่ห์; Nonthaburi, 24 dicembre 1994) è una modella e attrice thailandese, eletta Miss Universo Thailandia 2016.

## Biografia
Chalita Suansane nasce nella città di Nonthaburi, figlia dell'autista Soranan Suansane e dell'agente di viaggio Chutikan Suansane, entrambi provenienti dalla provincia di Yasothon. Il padre è thailandese mentre la madre ha in parte origini tedesche. Pochi anni dopo la nascita di Chalita la famiglia si sposta nella provincia di Samut Prakan.
Negli anni duemiladieci si trasferisce a Bangkok, dove inizia a lavorare come modella.

### Miss Universo Thailandia 2016
Il 23 luglio 2016, presso il Royal Paragon Hall di Bangkok, viene incoronata Miss Universo Thailandia 2016 dalla vincitrice uscente Aniporn Chalermburanawong. Si tratta della sua prima partecipazione in un concorso di bellezza.

### Miss Universo 2016
Più tardi rappresenta la Thailandia alla 65ª edizione di Miss Universo, svoltasi il 30 gennaio 2017 al Mall of Asia Arena di Pasay, nelle Filippine, dove ottiene un posto tra le ultime sei finaliste grazie al voto del pubblico.